# Свифт, Джейн
Джейн Мария Свифт (англ. Jane Maria Swift; род. 24 февраля 1965, Норт-Адамс, Массачусетс) — американский политик, и. о. губернатора Массачусетса с 2001 по 2003 годы — Член Республиканской партии.

## Биография
В 1987 году закончила Тринити-колледж в Хартфорде (штат Коннектикут). В 1990 году она стала самой молодой женщиной, избранной в Сенат Массачусетса. В 1996 году Свифт неудачно баллотировалась в Палату представителей США. С 1998 года работала заместителем губернатора штата Массачусетс.
Замужем, имеет троих детей.

## Ссылка
- National Governors Association (англ.)